# ザ・ビッグスポーツ
株式会社ザ・ビッグスポーツ（英語名：THE BIG SPORTS Co., Ltd.）は、スポーツ施設の運営などを行う日本の企業。

## 概要
スポーツクラブ・スイミングスクールの受託運営を柱とし、直営店ではビッグ・エスのブランドで運営を行っている。

## 施設
公式サイト「店舗一覧」を参照。